# Samsung Galaxy Z Fold 5
Samsung Galaxy Z Fold 5 (стилизованный под Samsung Galaxy Z Fold5) — смартфон со складным экраном на базе Android, анонсированный компанией Samsung Electronics 26 июля 2023 года (его презентация ознаменовала первое время, когда мероприятие Galaxy Unpacked проводилось в Южной Корее, на родине компании). 
Телефон был выпущен 11 августа 2023 года.

## Характеристики

### Дизайн
Samsung Galaxy Z Fold 5 доступен в пяти цветах: кремовый, ледяной синий, фантомный черный, серый и синий.
| Цвет | Название         |
| ---- | ---------------- |
|      | Кремовый         |
|      | Ледяной синий    |
|      | Фантомный черный |
|      | Серый            |
|      | Синий            |

### Аппаратное обеспечение
Samsung Galaxy Z Fold5 поставляется в следующей конфигурации:
Отображать:
- Основной дисплей: 7,6-дюймовый Dynamic AMOLED 2X Infinity Flex с разрешением 2208 x 1768 пикселей и частотой обновления 120 Гц.
- Дисплей на крышке: 6,2-дюймовый дисплей Super AMOLED с разрешением 2268 x 832 пикселей и частотой обновления 120 Гц.
Процессор:
- Qualcomm Snapdragon 8 Gen 2 for Galaxy
Объем памяти:
- 12 ГБ оперативной памяти.
Хранилище:
- 256 ГБ, 512 ГБ или 1 ТБ встроенной памяти.
Батарея:
- Двойной аккумулятор емкостью 4400 мАч с поддержкой быстрой зарядки 25 Вт, беспроводной зарядки 12 Вт и обратной беспроводной зарядки 4,5 Вт.
Камера:
- Тройная задняя камера: телеобъектив 10 МП с 3-кратным оптическим зумом, широкоугольная 50 МП и сверхширокоугольная 12 МП.
- Фронтальная камера: 4-мегапиксельная камера под дисплеем.
- Камера на крышке: камера 10 МП.
Возможности подключения:
- Возможность подключения 5G.
- Wi-Fi 6Е.
- Bluetooth 5.2.
- NFC.
Дополнительные возможности:
- Боковой датчик отпечатков пальцев.
- Стереодинамики, настроенные AKG.
- Порт USB Type-C.
Обратите внимание, что приведенные выше сведения о конфигурации могут быть изменены и зависят от региона или оператора связи.

### Программное обеспечение
Samsung Galaxy Z Fold 5 поставляется с Android 13 и One UI 5.1.1.